# Bhuppae Sunniwat
Bhuppae Sunniwat (tailandés: บุพเพสันนิวาส, inglés: Love Destiny) es una serie de televisión tailandesa producida por Broadcast Thai Television y emitida por Channel 3 desde el 21 de febrero hasta el 11 de abril de 2018.

## Reparto

### Personajes principales
- Ranee Campen como Ketsurang / Karaket.
- Thanawat Wattanaputi como Det, hijo de Chaophraya Horathibodi y Champa.
- Louis Scott como Constantine Phaulkon.
- Susira Nanna como Maria Guyomar de Pinha, la esposa de Phaulkon.
- Parama Imanothai como Rueang / Rueangrit.
- Kannarun Wongkajornklai como Lady Chanwat, hija de Lek y Nim.

### Personajes secundarios
- Praptpadol Suwanbang como Rey Narai.
- Sarut Vijittranon como Phra Phet Racha, regente de Narai.
- Jirayu Tantrakul como Luang Sorasak, hijo de Phra Phet Racha.
- Nirut Sirijanya como Chaophraya Horathibodi, la principal astróloga de Narai.
- Chamaiporn Jaturaput como Lady Champa, esposa de Chaophraya Horathibodi.
- Surasak Chaiat como Lek, ministro de Asuntos Exteriores de Narai.
- Chartchai Ngamsan como Pan, el hermano menor de Lek.
- Rachanee Siralert como Lady Nim, la esposa de Lek.
- Ampha Phoosit como Prik, la asistente de Champa.
- Vimon Panchalijunha como Chuan, asistente de Champa.
- Janya Thanasawaangkoun como Phin, la asistente de Karaket.
- Ramida Prapatsanobon como Yaem, asistente de Karaket.
- Witsarut Himmarat como Choi, el asistente de Det.

### Otros personajes
- Paweena Chariffsakul como la madre de Ketsurang.
- Banjerdsri Yamabhaya como la abuela de Ketsurang.
- Tachaya Prathumwan como Phra Pi, hijo adoptivo de Narai.
- Natanop Chuenhirun como Si Prat, el hermano mayor de Det.
- Thongkao Pattarachokechai como el padre de Maria.
- Suzana Renaud como Clara, la asistente de Maria.
- Wariya Thaisaet como Claudia, la asistente de Maria.
- Watcharachai Sunthornsiri como Achan Chi Pa Khao (Maestro de túnica blanca).
- Wiksawaweet Wongwannlop como Luang Si Yot, ministro de Narai.
- Peter Tuinstra como Simon de la Loubère.